# 香港青年工業家獎
香港青年工業家獎（Young Industrialist Awards of Hongkong）於1988年創立，由香港工業總會主辦每年頒發的活動，旨在於表彰香港傑出的青年工業家的專業成就和投身製造業的精神，並鼓勵繼續為香港經濟發展作出貢獻。

## 評選
工業總會每年邀請香港政府高層決策官員、經驗豐富的工業家、學界名宿擔任評審委員，工業家需要通常在香港居住滿7年，年齡滿21歲而不超過45歲，即可以接受提名。

## 歷屆得獎人[1]
工總自1988年首次舉辦「香港青年工業家獎」，24年以來，共有175位工業家獲頒這個獎項。

### 1988年
- 周錦光，高頓斯洋行有限公司
- 林光如，星光印刷集團
- 羅富昌，美特容器(香港)有限公司
- 蔣麗芸，震雄機器廠有限公司
- 錢果豐博士，南順香港集團
- 譚宗定，萬力半導體香港有限公司
- 王敏剛，中華造船廠有限公司

### 1989年
- 唐英年，半島針織廠有限公司
- 林健鋒，永和實業有限公司
- Graham Howat，香港飛機工程有限公司
- 蔡志明博士，旭日實業有限公司
- 陳聖澤，恆和珠寶集團有限公司
- 羅仲榮，金山工業(集團)有限公司
- 謝建中，志正國際有限公司

### 1990年
- 官錦堃，亞洲電鍍器材有限公司
- 林立志，資訊工業有限公司
- 梁偉浩，得利鐘錶製品廠有限公司
- 顏炳煥，瑞菱國際集團
- 鄧觀瑤，港美電腦配件(香港)有限公司
- 黃金富，星光傳呼(集團)有限公司
- 伍淑清，香港北京航空食品有限公司
- 鄔友正，七海化工(集團)有限公司

### 1991年
- 曾文忠，海洋商業系統有限公司
- 楊釗，旭日集團有限公司
- 林普桂，嘉利美商國際有限公司
- 黃子欣博士，偉易達集團有限公司
- 陳文，友義玩具有限公司
- 李宗德，和富塑膠有限公司

### 1992年
- 呂譚平，聯想集團有限公司
- 鄭樹勝，冠亞集團有限公司
- 葉志成，葉氏恆昌(集團)有限公司
- 簡文樂，冠軍集團
- 韓兆忠，合一電子有限公司
- 林偉華，信利電子有限公司
- 盧偉國博士，騰訊科技亞太有限公司
- 謝立基，銀鷹集團有限公司
- 譚偉豪博士，權智有限公司

### 1993年
- 賴衍丰，三商行國際集團有限公司
- 何燕嶋，輝影集團
- 陳少琼，寶源(陶氏)機械廠有限公司
- 譚志峰，德士活有限公司
- 佘繼標，新生摩打製造廠有限公司
- 張國榮，建滔化工集團
- 李秀恆博士，金寶時計有限公司
- 高啟興，高聲電子(集團)有限公司
- 邵鐵龍，龍記(百慕達)集團有限公司

### 1994年
- 倪錦輝博士，雅田國際(集團)有限公司
- 許國光，毅興行有限公司
- 朱年耀，高標準集團
- 謝建華，美達電腦(香港)有限公司
- 林文燦，毅力工業集團
- 劉展灝，運年錶業有限公司
- 鍾更生，安迅電子公司
- 周家平，佳利國際有限公司
- 梁柏青，台和商事控股有限公司

### 1995年
- 吳海英，雅視集團
- 許亮華，高雅眼鏡製造廠有限公司
- 蘇永強，香港時運達有限公司
- 原樹華，萬輝塗料有限公司
- 葉振強，雅域集團有限公司
- 鄭文聰，正昌(集團)有限公司
- 陸地博士，港陸國際集團有限公司
- 李兆峰，兆峰陶瓷集團有限公司

### 1996年
- 李錦榮，香港創業科技有限公司
- 江益明，通達工業(集團)有限公司
- 陳振東博士，預發集團有限公司
- 顏吳餘英，美昌玩具製品廠有限公司
- 馮建源，英發國際有限公司
- 劉相尚，力勁機械廠有限公司
- 吳太和博士，盈高精密模具有限公司

### 1997年
- 鄭松興，民生集團
- 蔡宜生，金龍高科技有限公司
- 黃永盛，錶準時國際控股有限公司
- 鍾志平博士，創科實業有限公司
- 郭燦耀，光榮電業公司
- 林正華，美時集團
- 林世榮，恒豐金業科技集團

### 1998年
- 卓善章，三井錶業有限公司
- 歐通志，金盾集團控股有限公司
- 周德雄，永利控股有限公司
- 禤慶華，輝煌控股有限公司
- 朱惠璋，德豐實業有限公司
- 丘華有，匯訊集團
- 樊邦弘，真明麗集團有限公司
- 何志佳，立藝珠寶手藝有限公司 （页面存档备份，存于）
- 汪建中，(香港)華孚製衣廠有限公司

### 1999年
- 歐陽伯康，金寶通國際有限公司
- 趙亨泰，松景科技有限公司
- 顧毅勇，新興光學集團控股有限公司
- 雷子欽，金高特集團有限公司
- 鄭碧浩，安莉芳(香港)有限公司
- 葉中賢博士，通用製造廠有限公司
- 孫國華，金德精密五金有限公司
- 林偉駿，高雅線圈製品有限公司

### 2000年
- 莫其森，嘉宏電路有限公司
- 陸永棠，歷俊珠寶有限公司
- 曾志謙，寶訊科技有限公司
- 黃宏生，創維數碼控股有限公司
- 陳元興，億鑽珠寶有限公司
- 林大輝，半島針織有限公司
- 吳長勝，科聯系統集團有限公司

### 2001年
- 王秀力，富士高實業控股有限公司
- 梁廣偉博士，晶門科技有限公司
- 柯天然，樂庭實業有限公司
- 陳偉文，JMI精美工業有限公司
- 顏寶鈴，飛達帽業控股有限公司
- 陳欽杰，慕詩集團
- 鄭鐘文，威高國際控股有限公司
- 顏福偉，白花油國際有限公司
- 許奇鋒，僑雄國際控股有限公司

### 2002年
- 林小明，寰宇國際控股有限公司
- 梁鍾銘，龍昌國際控股有限公司
- 徐鳴翔博士，啟發製刷廠有限公司
- 李文俊，理文造紙廠有限公司
- 劉輝陽，創維多媒體國際有限公司
- 陳慧鈺，旺城國際控股集團有限公司

### 2003年
- 陳祖龍，聯泰國際集團有限公司
- 李錦雄，科研集團
- 曹婉兒，歐美集團
- 李沛良，東江集團有限公司
- 伍威全，美心發展（中國）有限公司

### 2004年
- 梁昌明，明美制品有限公司
- 姚祖輝，萬順昌集團有限公司
- 蔣麗婉，震雄集團有限公司
- 陳愛菁，高日集團有限公司
- 黃娟玲，Nam Tai Electronic & Electrical Products Limited
- 劉健華，敘資集團
- 查毅超博士，福田科技有限公司

### 2005年
- 鄭灼榮，卓榮集成電路科技有限公司
- 張華強，成謙聲匯控股有限公司
- 楊凱山博士，達進電路版有限公司
- 嚴志明，科譽 ( 香港 ) 有限公司
- 廖家俊博士，幻音數碼有限公司
- 歐國倫，映美控股有限公司

### 2006年
- 陳學堯，中宇科技有限公司
- 劉東青，智領高有限公司
- 董清世，信義(玻璃)集團有限公司
- 施毓燦，華剛光電集團有限公司
- 譚榮耀，耐普羅(香港)有限公司

### 2007年（6人）
- 歐傑豪，Inmold Technology 董事總經理
- 莊子雄，保力遠東 行政總裁
- 洪游奕，維珍妮國際 主席兼董事總經理
- 王曦，晨訊科技集團 總裁
- 黃敏利，敏華控股 主席
- 王樹永，科浪國際 主席

### 2008年（8人）
- 陳宇澄，萬裕國際集團/萬裕電子 董事總經理兼執行董事
- 陳婉珊，利記控股執行 董事兼行政總裁
- 周婉薇，七海化工 董事及行政總裁
- 杜源寧，榮昌國際 主席兼行政總裁
- 傅備斌，彩圖站 執行總監
- 馬明輝，皇朝傢俬 行政總裁
- 曾智明，金利來集團 副主席兼行政總裁
- 張傑，億和精密工業 主席

### 2009年（11人）
- 謝葆德，中編印務執行 董事兼行政總裁
- 林資健，其仕企業 副總裁
- 顏志永，比美高國際 行政總裁
- 司徒志仁，利華成衣集團 主席兼行政總裁
- 廖錦興，萬通集團國際 行政總裁
- 秦志威，中國金屬再生資源 主席兼行政總裁
- 余立明，日昇實業 執行董事
- 冼雅恩，萬雅珠寶 董事兼總經理
- 陳嘉賢，德國寶(香港)  副總裁 及 德國寶集團 董事
- 何少群，Geneva Watch Group 董事總經理
- 吳柏年，香港中央紡織 董事

### 2010年（7人）
- 陳偉聰，精美汽車工業 行政總裁
- 夏錦安，福田實業 執行董事兼集團總經理
- 高鼎國，華明行 執行董事
- 那慶林，昂納光通信聯合 主席兼行政總裁
- 吳紹棠，歐達家具 董事兼總設計師
- 蔡東豪，精電集團 行政總裁
- 楊悰傑，精英企業控股 行政總裁

### 2011年（4人）
- 鄭家恒，保利高集團 行政總裁
- 張益麟，興迅實業 主席兼董事總經理
- 黃健華，勵福實業 董事長
- 馬家慧，力嘉集團 總經理

### 2012年
- 陳家偉，家得路美國天然健康食品有限公司
- 蔡俊杰，鴻利達模具有限公司
- 洪天祝，天虹紡織集團有限公司
- 戴麟，萬美集團

### 2013年
- 鄭斯燦，卡撒天嬌集團有限公司
- 張綺媚，全利集團（控股）有限公司
- 李文恩，理文化工有限公司
- 莫慕潔，標準錶針及配件廠有限公司
- 陳祖恒，聯泰控股有限公司
- 楊少聰，富士高實業控股有限公司

### 2014年
- 陳 偉，創隆實業有限公司 總經理
- 張 棟，盛諾集團有限公司 總裁
- 趙子翹，創奇思 行政總裁
- 林曉盈，昌利行 董事總經理
- 林宜龍，格蘭達科技集團有限公司 主席兼行政總裁
- 李友情，信義光能控股有限公司 執行董事兼行政總裁
- 岑 濬，新海能源集團有限公司 董事總經理兼執行董事

### 2015年
- 李文斌, MH，理文造紙有限公司   首席執行官
- 吳慧君，潤成紡織　總監
- 彭一邦博士工程師，俊和發展集團　副主席
- 沈慧林，萬希泉鐘表有限公司　創辦人兼行政總裁
- 鄧頴思，百麗國際控股有限公司　副總裁兼港澳區總經理
- 黃啟智，黛麗斯胸圍製造廠有限公司　董事總經理
- 王惠榮，南旋集團有限公司　首席營運總監

### 2016年
- 蔡群力，德基科技控股有限公司　首席執行官
- 馮俊榮，裕利（海外）有限公司　主席
- 林浩宏，史偉莎集團有限公司　主席及董事
- 林而聰，偉能集團國際控股有限公司　聯合創辦人兼執行主席
- 羅正豪，晶苑集團針織成衣部　高級副總裁
- 徐詠琳，誠興行實業有限公司 　行政總裁
- 黃宓芝，科勁國際（控股）有限公司　營運總裁
- 楊沛燊，京信通信系統控股有限公司　執行董事及高級副總裁

### 2017年
- 周宛賢，高頓斯有限公司　副總裁
- 許夏林，森科產品(集團)有限公司　行政董事
- 鄺海翔，高清製作有限公司　行政總裁
- 賴偉星，好利來控股有限公司　董事長
- 林朗熙，東興自動化投資有限公司　副董事長
- 吳旭洋，華盛玩具有限公司　行政總裁
- 湯栢楠，新昌創展控股有限公司　行政總裁兼執行董事
- 嚴子杰，時捷照明有限公司  創辦人兼行政總裁
- 袁耀輝，天開數碼媒體有限公司　創辦人及行政總裁

### 2018年
- 蔡敬業，偉華電業有限公司   董事
- 楊健，時代集團控股有限公司   執行董事、零售主管兼副總經理
- 陳允誠，永勤有限公司   執行副總裁
- 葉鈞，葉氏化工集團有限公司   企業發展總裁及高層領導團隊成員
- 冼漢廸，中手游科技集團有限公司   聯合創始人及副董事長
- 江浩榗，高明利有限公司   行政總裁
- 施莉琳，雅蘭集團有限公司   副總裁
- 陳稼晉，利記控股有限公司   執行董事
- 殷慶昌，有生熱浸鋅有限公司   董事

### 2019年
- 陳思敏, 大慶企業有限公司 董事
- 柯家洋, 穩健醫療集團 副總裁 兼 首席投資官 兼 穩健醫療(香港)有限公司董事 總經理
- 陳家強, 太興集團控股有限公司 總經理

### 2020年
- 鄭致恒，保利高集團有限公司 首席執行官
- 鄭冬生，摩米士科技（香港）有限公司 創辦人 及 行政總裁
- 程俊華，明輝國際控股有限公司 副總裁 兼 執行董事
- 霍欣茹，京信通信系統控股有限公司 執行董事 兼 高級副總裁
- 劉燊濤，運年錶業有限公司 執行董事
- 梁國龍，聯康生物科技集團 主席
- 吳民卓博士，信佳國際集團有限公司 執行董事、首席技術總監兼 電子製造服務（EMS）分部 行政總裁
- 丁可恒，威信繩帶（國際）有限公司
- 黃繼雄，智紡國際控股有限公司 董事會主席兼執行董事
- 俞國偉，登輝控股有限公司 執行董事

## 外部連結
- 香港青年工業家獎官方網站

1. ↑  . www.yiah.org.   [2018-07-10]. （原始内容存档于2020-03-24）. （页面存档备份，存于）